# Nemosinga
Nemosinga is een geslacht van spinnen uit de  familie van de wielwebspinnen (Araneidae).

## Soorten
- Nemosinga atra Caporiacco, 1947
  - Nemosinga atra bimaculata Caporiacco, 1947
- Nemosinga strandi Caporiacco, 1947